# Polsat News

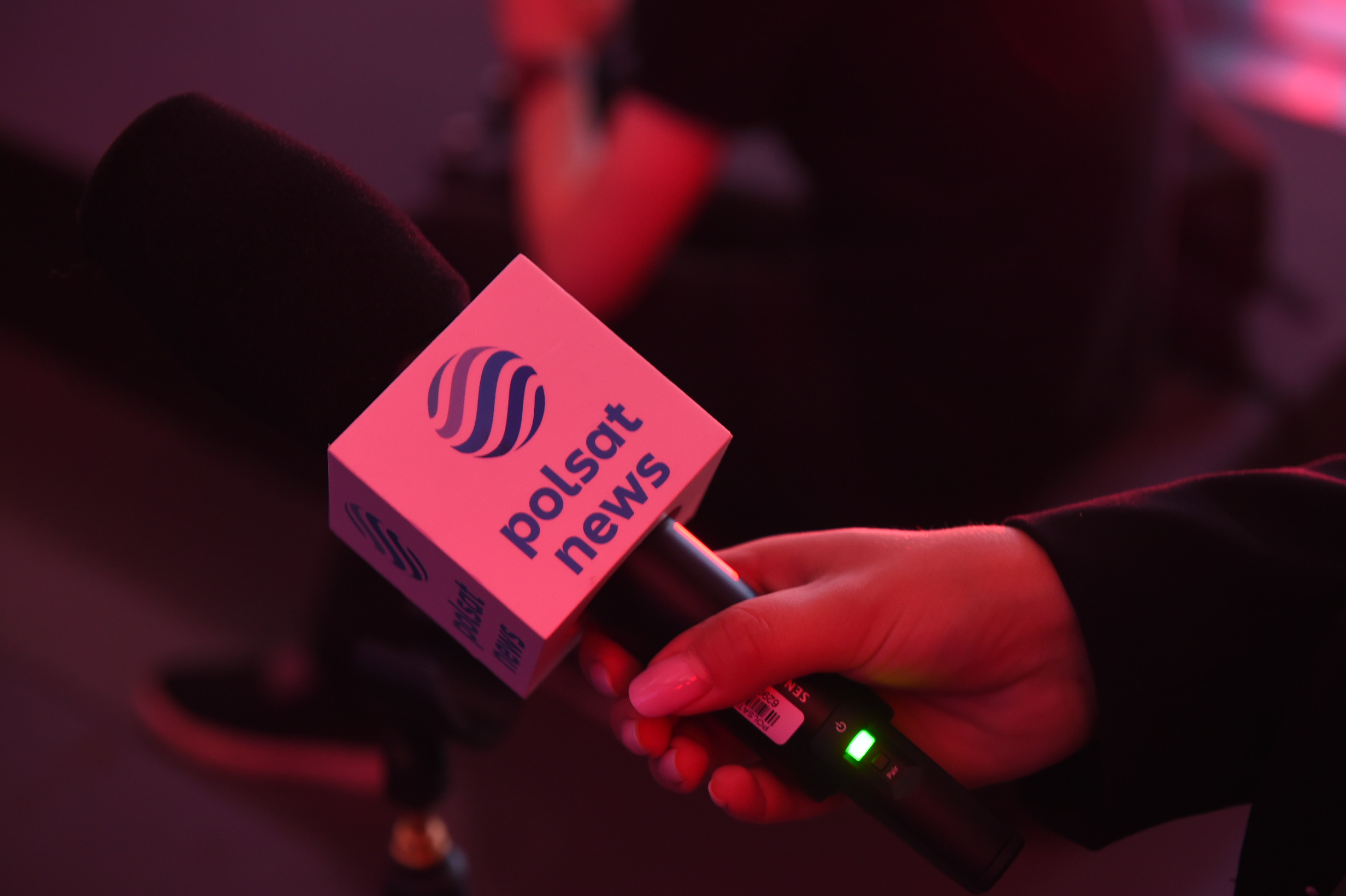
Mikrofon z kostką Polsat News

Polsat News – kanał informacyjno-publicystyczny Telewizji Polsat, nadający od 7 czerwca 2008. Szefem kanału, od początku nadawania stacji, był Henryk Sobierajski, zaś od marca 2018 
do listopada 2023 funkcję tę pełniła Dorota Gawryluk. Od grudnia 2023 szefem kanału jak i również szefem całego pionu informacji i publicystyki jest Piotr Witwicki.

## Historia
Polsat News ruszył 7 czerwca 2008 o 7 rano. Jest pierwszym kanałem informacyjnym w Polsce emitowanym w formacie 16:9. Emisja testowa została zakończona 14 lipca 2008 roku. Od samego początku kanał był niekodowany, ponieważ miał uzyskać dobry zasięg w telewizjach kablowych. 1 sierpnia 2008 Polsat News rozpoczął emisję reklam. 1 marca 2009 roku, kilkanaście minut po północy, został zakodowany w Nagravision 3 (na rzecz platformy Cyfrowy Polsat).
Program „na żywo” emitowany jest od godz. 05:59 do 0:15. Serwisy informacyjne nadawane są co pół godziny. Łącznie kanał zatrudnia ponad 400 osób, z czego prawie połowa to zespół redakcyjny. Program podzielony jest na pasma: poranne – Nowy Dzień, popołudniowe – W rytmie dnia i wieczorne – Obraz dnia. Najchętniej oglądanym programem stacji jest „Gość Wydarzeń”, który jest emitowany zaraz po Wydarzeniach i ogląda go średnio 1 mln. widzów dziennie.
W godzinach od 5:59 do 8:40 Polsat retransmituje sygnał stacji.
Od 1 września 2010 był dostępny w Cyfrze+ na kanale nr 8, a od 5 maja 2011 w n na kanale nr 17. Kanał następnie znalazł się w ofercie platformy nc+. Widownia Polsatu News w całym 2010 roku wyniosła ponad 38 tys. widzów (0,62% wszystkich widzów). Daje mu to 19 miejsce pod względem oglądalności kanałów telewizyjnych w Polsce. Od 3 lutego 2014 kanał dostępny jest w jakości HD.
18 października 2015 roku wystartowała oficjalna strona internetowa Polsat News.
Od 28 października 2016 roku stacja jest dostępna w przekazie satelitarnym tylko w jakości HDTV.
14 marca 2017 roku wystartowała oficjalna aplikacja mobilna Polsat News, która jest dostępna dla użytkowników systemu Android i iOS.
7 lipca 2018 roku rozpoczął się remont głównego studia Polsat News, który zakończył się 1 października tego samego roku.
20 września 2019 Polsat News w jakości SDTV został testowo odkodowany w telewizji naziemnej na MUX 4. Tego samego dnia rozpoczęto testy Polsat News w jakości HDTV w standardzie DVB-T2, które zostały zakończone 31 maja 2020. (eksperymentalny Multipleks z Polsat News HD można było oglądać w okolicach Warszawy, Poznania, Śląska i Trójmiasta; wymagany był dekoder lub telewizor z obsługą DVB-T2). Był również w takiej jakości udostępniany jako testowy strumień w technologii MPEG-DASH w systemie HbbTV – monit czerwonego przycisku był nadawany na kanale Polsat News na MUX 4 oraz na wszystkich kanałach Grupy Polsat na MUX 2.
W ramach procesu integracji z Grupą Interii po przejęciu przez Cyfrowy Polsat następuje połączenie redakcji polsatnews.pl oraz Wydarzenia Interii, dzięki czemu powstanie wspólny newsroom.

### Udziały w rynku
W kwietniu 2016 udział stacji w rynku wynosił 0,98% w grupie 4+ i 0,69% w grupie 16–49. W 2023 roku udział wynosił 1,77% w grupie 4+ i 1,37% w grupie 16–59.

## Współpraca zCNN
Kanał informacyjny współpracował z siecią CNN, dzięki czemu stacja miała możliwość korzystania z materiałów tej telewizji. W komunikacie prasowym Polsat napisał: "Współpraca z CNN obejmuje: szkolenia zespołów dziennikarzy, reporterów i zespołu realizacji, a także współpracę reporterską przy tworzeniu serwisów i dostęp do całego kontentu informacyjnego CNN". W lipcu 2011 roku współpraca Polsat News z CNN została zakończona. CNN natomiast nawiązało współpracę z Grupą TVN.

## Studio Polsat News
6 czerwca 2008 roku Polsat News uruchomił wspólne z Wydarzeniami studio telewizyjne. Prawdopodobnie jego koszt wyniósł ponad 6 mln euro. Na środku studia znajdował się stół prezenterski w kształcie strzałki – głównego motywu stacji. Obok niego drugi, mniejszy, gdzie nagrywany jest Sport czy Interwencja Extra, naprzeciwko jest stolik służący m.in. Gościowi Wydarzeń.
W studiu nadawane były także Wydarzenia o godzinie 15:50 i 18:50, które są emitowane równocześnie na antenie Polsatu oraz powtórki na Polsacie 2 o 20:05. 

## Programy Polsat News
Sekcja zawiera aktualnie emitowane programy Polsatu News.

### Programy informacyjne i bloki newsowe
- Nowy Dzień – poranne pasmo od 6:00, z wiadomościami krajowymi i światowymi, przeglądem prasy, pogodą, sportem, kulturą i show-biznesem, z ekspertami oraz gośćmi[12].
- W rytmie dnia – pasmo informacyjne z serwisami emitowanymi co ok. pół godziny od 10:00 (w weekendy od 11:00) do wczesnego popołudnia, przeplatane prognozą pogody i sportem[12].
- Wydarzenia – flagowy serwis informacyjny w czterech wydaniach: 12:50*, 15:50*, 18:50 (główne) oraz wydłużone wydanie o 21:50 ("Wydarzenia wieczorne"). Wydanie o 18:50 nie jest emitowane w Polsat News[12].
- Wydarzenia - 12:50, 15:50, 18:50 w Polsacie i Wydarzeniach 24
- Wydarzenia wieczorne - 21:50 w Polsat News i Wydarzeniach 24
- Gość Wydarzeń - 19:15 w Wydarzeniach 24
- Gość Wydarzeń 24 - 16:20 w Wydarzeniach 24
- Więcej „Wydarzeń” – rozszerzona forma po wydaniu popołudniowym, z dodatkowymi analizami i materiałami reporterskimi[12].

### Programy publicystyczne i analityczne
- Gość „Wydarzeń” – codziennie (pon–czw i niedziele) około 19:15, rozmowy z politykami i ekspertami odnoszące się do głównego serwisu „Wydarzenia”[12].
- Punkt widzenia Jankowskiego – poniedziałek–piątek, około 16:30; publicystyczny magazyn z debatą i analizą bieżących tematów[12].
- Punkt widzenia Szubartowicza – program publicystyczny; wtorek–piątek, około 18:00[12].
- Debata Gozdyry – pon–pt o 19:50; warstwa polityczna i społeczna w dynamicznej formie, prowadzona przez Agnieszkę Gozdyrę[12].
- Lepsza Polska – w piątki o 19:15, prowadzone przez Dorotę Gawryluk; szukanie konstruktywnych rozwiązań dla Polski[12].

- Śniadanie Rymanowskiego – niedziela o 9:55, rozmowy z politykami i dziennikarzami o wydarzeniach ostatniego tygodnia[12].
- Cztery strony mediów Kutyny – sobota o 9:55, publicystyczne podsumowanie najważniejszych tematów tygodnia z udziałem mediów i ekspertów[12].
- Państwo w Państwie – niedziela o 19:30, program interwencyjno-samorządowy prowadzący Przemysław Talkowski[12].

## Logo
| Data wprowadzenia | Opis | Logo |
| ----------------- | --- | ---- |
| 7 czerwca 2008    | Większa część koloru szarego, z napisem „News” oraz symbolem strzałki (w prawym górnym rogu), a na dole mniejszy pomarańczowy prostokąt z napisem „Polsat”. W wersji HD napis „News” został pomniejszony i umieszczono bordowy prostokąt z białym napisem „HD” – prostokąt ten został zapożyczony z innych kanałów Telewizji Polsat. |      |
| 30 sierpnia 2021  | Błękitne (błękitne i ciemnobłękitne w wersji gradientowej) paski tworzące kulę, pod nią błękitny napis „polsat news”. |      |

## Zmiana ramówki Polsat News 2
W czerwcu 2018 roku Telewizja Polsat zapowiedziała zmianę formatu kanału Polsat News 2 z powodu spadającej oglądalności kanału i zadecydowano o zakończeniu wszystkich autorskich produkcji emitowanych w tej stacji. Ostatecznie postanowiono stworzyć kanał typu timeshift channel. Następcą stacji będzie nadający z dwugodzinnym opóźnieniem przekaz Polsat News kanał nazwany Polsat News 2. Rebranding stacji miał być planowany na wrzesień 2018. Ostatecznie jednak do tego nie doszło ze względu na brak zgody Krajowej Rady Radiofonii i Telewizji.